# August Ludvig af Sachen-Coburg og Gotha-Koháry
August Ludvig af Sachen-Coburg og Gotha-Koháry (født 13. juni 1818 i Wien, død 26. juli 1881 i Oberösterreich) var en tysk–ungarsk prins, der tilhørte dem katolske linje af Huset Sachen-Coburg og Gotha-Koháry. Han var svigersøn til kong Ludvig-Filip af Frankrig, bror til den titulære konge (jure uxoris) Ferdinand 2. af Portugal, og han blev far til kong Ferdinand 1. af Bulgarien. 
I 1831 antog han titlen Herzog von Sachsen-Coburg-Koháry. 

## Familie
August Ludvig giftede sig med Clémentine af Orléans (1817–1907),  der var datter af kong Ludvig-Filip af Frankrig.
De fik fire børn:
- Philip af Sachsen-Coburg og Gotha (1844-1921); gift i Bryssel i 1875 med Louise Marie af Belgien 1858-1924). Louise Marie var datter af kong Leopold 2. af Belgien. Philip og Louise Marie blev skilte i 1906.
- Ludvig August af Sachsen-Coburg og Gotha (1845-1907); gift i Rio de Janeiro 1864 med Leopoldina af Brasilien (1847-1871). Leopoldina var den yngste datter af kejser Pedro 2. af Brasilien.
- Clotilde af Sachsen-Coburg og Gotha (1846-1927); gift i Coburg i 1864 med Josef Karl af Østrig-Ungarn (1833-1905). Josef Karl var søn af Ungarns regent (palatin) Josef af Østrig og sønnesøn af kejser Leopold 2. af det Tysk-romerske rige.
- Amalie (1848-1894); gift 1875 med Maximilian , hertug i Bayern (1849-1893). Maximilian var bror til kejserinde Elisabeth af Østrig-Ungarn.
- Ferdinand 1. af Bulgarien (1861-1948), fyrste af Bulgarien fra 1887 og konge i 1908-1918.